# Psylla canditata
Psylla canditata är en insektsart som beskrevs av Yang 1984. Psylla canditata ingår i släktet Psylla och familjen rundbladloppor. Inga underarter finns listade i Catalogue of Life.